# El eco (pel·lícula de 2023)
El eco és una pel·lícula de docuficció mexicano-alemanya de 2023 dirigida per Tatiana Huezo. La pel·lícula, que també inclou elements de ficció, retrata els nens d'un poble aïllat "El Eco", a l'Altiplà Mexicà. La pel·lícula està coproduïda per Alemanya, i va ser seleccionada per rebre la seva estrena mundial a la secció Trobades de la 73è Festival Internacional de Cinema de Berlín, el 17 de febrer de 2023. El 7 de desembre, va aparèixer a la llista elegible per a la consideració de l'Oscar al millor documental per als Premis Oscar de 2023.

## Argument
El Eco, un poble remot de Puebla, les terres altes mexicanes, on les condicions canvien dràsticament entre estacions, els nens atenen les ovelles i cuiden els seus grans. Enfrontant les gelades i la sequera, els nens aprenen a entendre la mort, la malaltia i l'amor a partir de cada paraula i cada silenci dels seus pares. El Eco és una història sobre el ressò del que hi ha a l'ànima, sobre la certesa de la calidesa dels que ens envolten, "sobre la rebel·lió i el vertigen davant la vida" i "sobre créixer".

## Repartiment
- Montserrat Hernández Hernández com a Montse
- María de los Ángeles Pacheco Tapia com a Abuela Angeles
- Luz María Vázquez González com a Luz Ma
- Sarahí Rojas Hernández com a Sarahí
- William Antonio Vázquez González com a Toño
- Uriel Hernández Hernández com a Uriel
- Ramiro Hernández Hernández com a Ramiro
- Berenice Cortés Muñoz com a Bere
- Andrea González Lima com a Andrea

## Producció
La pel·lícula és el cinquè llargmetratge de Tatiana Huezo. Ambdós documentals anteriors, El lugar más pequeño (2011) i Tempestad (2016), amb aquesta pel·lícula formen una "trilogia de dolor i trauma". Va seguir tres famílies durant un any sencer al poble remot de Mèxic per filmar el projecte.

## Llançament
La pel·lícula va ser convidada a la secció Horizons del 57è Festival Internacional de Cinema de Karlovy Vary, on es va projectar el 30 de juny de 2023. També va ser convidat al 27è Festival de Cinema de Lima per competir a la secció de Documentals, on es va projectar el 12 d'agost de 2023. La pel·lícula també va arribar a la secció 'Horizontes latinos' del 71è Festival Internacional de Cinema de Sant Sebastià celebrat del 22 al 30 de setembre de 2023.
La pel·lícula es va projectar al 2023 BFI London Film Festival a la secció "Strand" sota el tema "Viatge" el 8 d'octubre; i el 20 d'octubre al Festival Internacional de Cinema de Viena a la secció Features.

## Recepció

### Resposta crítica
Al lloc web de l'agregador de ressenyes Rotten Tomatoes, la pel·lícula té una puntuació d'aprovació del 100% basada en 20 ressenyes, amb una puntuació mitjana de 8,2/10. A Metacritic, té una puntuació mitjana ponderada de 91 sobre 100 basada en 5 ressenyes, que indica "aclamació universal".
Guy Lodge en una ressenya al Festival de Cinema de Berlín, per a Variety va escriure: "Aquesta pel·lícula amb una textura exquisida observa com la vida dels nens es fa ressò de la dels seus pares, repetint-se durant generacions en la mateixa terra constantment inconstant, fins que algú trenca el patró". Lodge va afirmar que Tatiana Huezo "observa aquesta comunitat en fragments amb una tendresa poc sentimental". Va opinar que la banda sonora tradicionalment flexionada de Leonardo Heiblum i Jacobo Lieberman endolça ocasionalment el procediment. Per concloure, va dir: "Al final, un llamp blanc i calent trenca la pantalla, senyalant alleujament després d'una llarga sequera, però amb prou feines una solució idealitzada a llarg termini als grans problemes generacionals als quals s'enfronta El Eco." Sheri Linden per The Hollywood Reporter va anomenar la pel·lícula "Un assoliment rotund" i va citar diàlegs de la pel·lícula entre pare i filla que diuen: "La feina és feina", "No és fàcil", afegeix. "Ho has de fer amb amor". Linden va opinar que Tatiana Huezo "en aquesta crònica clara i afectuosa, ho ha fet precisament així". Wendy Ide per ScreenDaily va escriure en una ressenya que la pel·lícula és "un retrat íntim i immersiu d'una manera de la vida –els seus ritmes, les seves dificultats i les seves alegries comunitàries– explicada a través dels ulls dels joves que poques vegades la qüestionen." Vladan Petkovic escrivint per a Cineuropa va afirmar: "Fidel al seu títol, El Eco" tracta sobre els antecedents, sobre les restes i les coses que no s'han dit i mai s'han fet. Petkovic va concloure: "És una bella pel·lícula que aconsegueix ser alhora moderada i immersiva, poètica i terrenal."

### Reconeixements

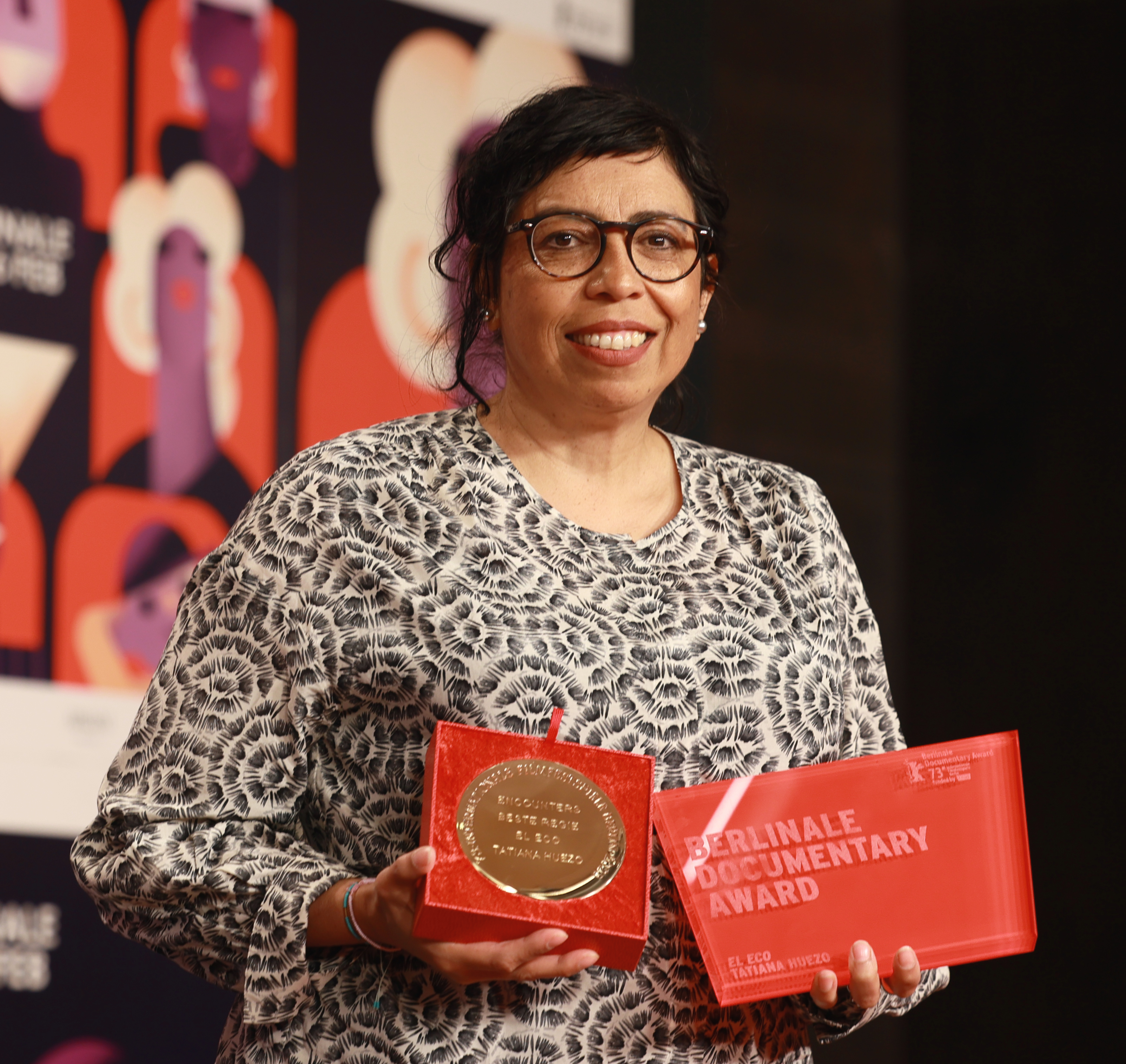
Tatiana Huezo, amb el premi de cinema documental de la Berlinale per El Eco

| Premi                                             | Data                   | Categoria                                                  | Receptor                                                            | Resultat  | Ref.         |
| ------------------------------------------------- | ---------------------- | ---------------------------------------------------------- | ------------------------------------------------------------------- | --------- | ------------ |
| European Work in Progress                         | 19 d'octubre de 2022   | K13 Studios Award - Dolby Atmos Mixing                     | El Eco                                                              | Guanyador | [ 18 ]       |
| Festival Internacional de Cinema de Berlín        | 25 de febrer de 2023   | Placa Os d'Or                                              | El Eco                                                              | Nominat   | [ 19 ]       |
| Festival Internacional de Cinema de Berlín        | 25 de febrer de 2023   | Premi de Cinema Documental de la Berlinale                 | El Eco                                                              | Guanyador | [ 4 ] [ 20 ] |
| Festival Internacional de Cinema de Berlín        | 25 de febrer de 2023   | Encounters: Millor director                                | Tatiana Huezo                                                       | Guanyador | [ 21 ]       |
| Festival Internacional de Cinema de Seattle       | 21 de maig de 2023     | Gran Premi del Jurat del Concurs Iberoamericà              | El Eco                                                              | Nominat   | [ 22 ]       |
| Festival de Cinema de Jerusalem                   | 23 de juliol de 2023   | Premi Nechama Rivilin a la millor pel·lícula internacional | El Eco                                                              | Nominat   | [ 23 ]       |
| Festival de Cinema de Jerusalem                   | 23 de juliol de 2023   | Premi Chantel Akerman al millor documental experimental    | El Eco                                                              | Guanyador | [ 24 ]       |
| Festival de Cinema de Lima                        | 18 d'agost de 2023     | Millor documental                                          | El Eco                                                              | Nominat   | [ 25 ]       |
| Festival de Cinema de Lima                        | 18 d'agost de 2023     | Premi CINETRAB al millor documental                        | El Eco                                                              | Guanyador | [ 25 ]       |
| Festival Internacional de Cinema de Sant Sebastià | 30 de setembre de 2023 | Premi Horizontes                                           | El Eco                                                              | Nominat   | [ 9 ]        |
| Festival Internacional de Cinema d'Atenes         | 9 d'octubre de 2023    | Millor documental                                          | El Eco                                                              | Nominat   | [ 26 ]       |
| Festival Internacional de Cinema de Chicago       | 22 d'octubre de 2023   | Millor documental internacional                            | El Eco                                                              | Guanyador | [ 27 ]       |
| Premis Rolling Stone en Español                   | 26 d'octubre de 2023   | Llargmetratge documental de l'any                          | El Eco                                                              | Nominat   | [ 28 ]       |
| Cinema Eye Honors                                 | 12 de gener 2024       | Premi Heterodox                                            | El Eco                                                              | Nominat   | [ 29 ]       |
| Festival de Cinema de la Ciutat de Luxemburg      | 10 de març de 2024     | Premi 2030 de Luxemburg Aid & Development                  | El Eco                                                              | Guanyador | [ 30 ]       |
| Premi Ariel                                       | 7 de setembre de 2024  | Millor Pel·lícula                                          | El Eco                                                              | Nominat   |              |
| Premi Ariel                                       | 7 de setembre de 2024  | Millor Direcció                                            | Tatiana Huezo                                                       | Nominat   |              |
| Premi Ariel                                       | 7 de setembre de 2024  | Millor Documental                                          | El eco                                                              | Guanyador |              |
| Premi Ariel                                       | 7 de setembre de 2024  | Millor Música Composta per a Cinema                        | Leonardo Heiblum                                                    | Guanyador |              |
| Premi Ariel                                       | 7 de setembre de 2024  | Millor Fotografia                                          | Ernesto Pardo                                                       | Guanyador |              |
| Premi Ariel                                       | 7 de setembre de 2024  | Millor Edició                                              | Lucrecia Gutiérrez i Tatiana Huezo                                  | Nominat   |              |
| Premi Ariel                                       | 7 de setembre de 2024  | Millor So                                                  | Martin de Torcy, Jaime Baksht, Michelle Couttolenc i Lena Esquenazi | Nominat   |              |